# Robert K. Adair
Robert Kemp Adair (* 14. August 1924 in Fort Wayne, Indiana; † 28. September 2020 in Hamden, Connecticut) war ein US-amerikanischer Physiker, der sich mit Elementarteilchenphysik, Kernphysik und Biophysik befasste.

## Werdegang
Im Zweiten Weltkrieg war er bei der Infanterie in Europa und wurde nach Verwundung (Schuss in den Arm und Kopf) mit dem Purple Heart und Bronze Star ausgezeichnet.
Adair wurde 1951 an der University of Wisconsin promoviert, an der er bis 1953 Instructor in Physik war. Danach war er am Brookhaven National Laboratory (wo er sich mit experimenteller Kernphysik befasste) und ab 1959 Associate Professor und später Professor an der Yale University. 1967 bis 1970 stand er dort der Physik-Fakultät vor. Ab 1972 war er Eugene Higgins Professor und ab 1988 Sterling Professor für Physik und 1994 emeritierte er. Außerdem war er am Brookhaven National Laboratory 1977 bis 1981 Direktor der Abteilung Physik und 1987/88 Associate Director (für Hochenergiephysik und Kernphysik zuständig). Seine wichtigsten Beiträge leistete er auf dem Feld der Physik der Kaonen und anderer schwach wechselwirkender Teilchen.
Nach seiner Emeritierung untersuchte Adair die Wirkung schwacher elektromagnetischer Strahlung auf biologische Zellen. Er befasste sich auch mit der Physik des Baseball, worüber er ein Buch schrieb, das mehrfach aufgelegt wurde. Er war lange Jahre Berater der National Baseball League.
Adair war Fellow der American Academy of Arts and Sciences, der National Academy of Sciences und der American Physical Society (deren Abteilung Teilchen und Felder er vorsass) und Ehrendoktor der University of Wisconsin (D. Sc., 1994). 1953 war er Guggenheim Fellow und ab 1960 Sloan Research Fellow. 1962 war er als Stipendiat der Ford Foundation am CERN.
Er war ab 1952 verheiratet und hatte drei Kinder.
Er starb am 28. September 2020 im Alter von 96 Jahren in Hamden.

## Schriften
- The Physics of Baseball, Harper Perennial, 3. Auflage 2002
- The Great Design: Particles, Fields, Creation, Oxford University Press 1987
- Neutron Cross Sections of the Elements. In: Rev. Mod. Phys. Band 22, 1950, S. 249, doi:10.1103/RevModPhys.22.249.
- J.K. Black: Measurement of the CP Nonconservation Parameter Epsilon-prime / Epsilon. In: Phys. Rev. Lett. Band 54, 1985, S. 1628–1630, doi:10.1103/PhysRevLett.54.1628.
- S.R. Blatt, R.K. Adair, J.K. Black, M.K. Campbell, H. Kasha, M.P. Schmidt, L.B. Leipuner, R.C. Larsen, W.M. Morse: Search For T Invariance Violation In K+(mu3) Decay. In: Phys. Rev. D. Band 27, 1983, S. 1056–1068, doi:10.1103/PhysRevD.27.1056.
- Robert K Adair: Static and low-frequency magnetic field effects: health risks and therapies. In: Rep. Progr. Phys. Band 63, Nr. 3, 2000, S. 415, doi:10.1088/0034-4885/63/3/204.